# Contrôle des prix
 (octobre 2023).
Si vous disposez d'ouvrages ou d'articles de référence ou si vous connaissez des sites web de qualité traitant du thème abordé ici, merci de compléter l'article en donnant les références utiles à sa vérifiabilité et en les liant à la section « Notes et références ».
Le contrôle des prix désigne les restrictions gouvernementales imposées sur les prix des denrées et services d'un marché. Les objectifs de tels contrôles sont, notamment, de maintenir accessible l'accès aux aliments de base, d'éviter les prix abusifs (en) et de ralentir l'inflation (ou inversement d'assurer un revenu minimum aux producteurs de certaines marchandises). Jusqu'aux débuts des années 1980, la majorité des pays en voie de développement (PVD) utilisaient le mécanisme des caisses de compensation concernant les produits de première nécessité : le gouvernement fixe le prix de vente au vendeur lequel prix est largement inférieur au prix du marché. La différence, prix du marché moins prix de vente, est versée via la caisse de compensation au vendeur. Cependant, ce mécanisme a disparu depuis, environ, une quarantaine d'années, à la suite des recommandations relatives à la rationalisation drastique des dépenses budgétaires imposées par les bailleurs de fonds internationaux.
Il existe deux formes principales de contrôle des prix : la taxation c'est-à-dire la fixation d'un prix plafond, le prix maximum qui peut être exigé, et à l'opposé la détermination d'un prix plancher, qui est le prix minimum qui peut être demandé.
Historiquement, le contrôle des prix fait souvent partie d'une politique des revenus plus large qui comprend un contrôle des salaires ainsi que d'autres règlements semblables.

## Exemples historiques

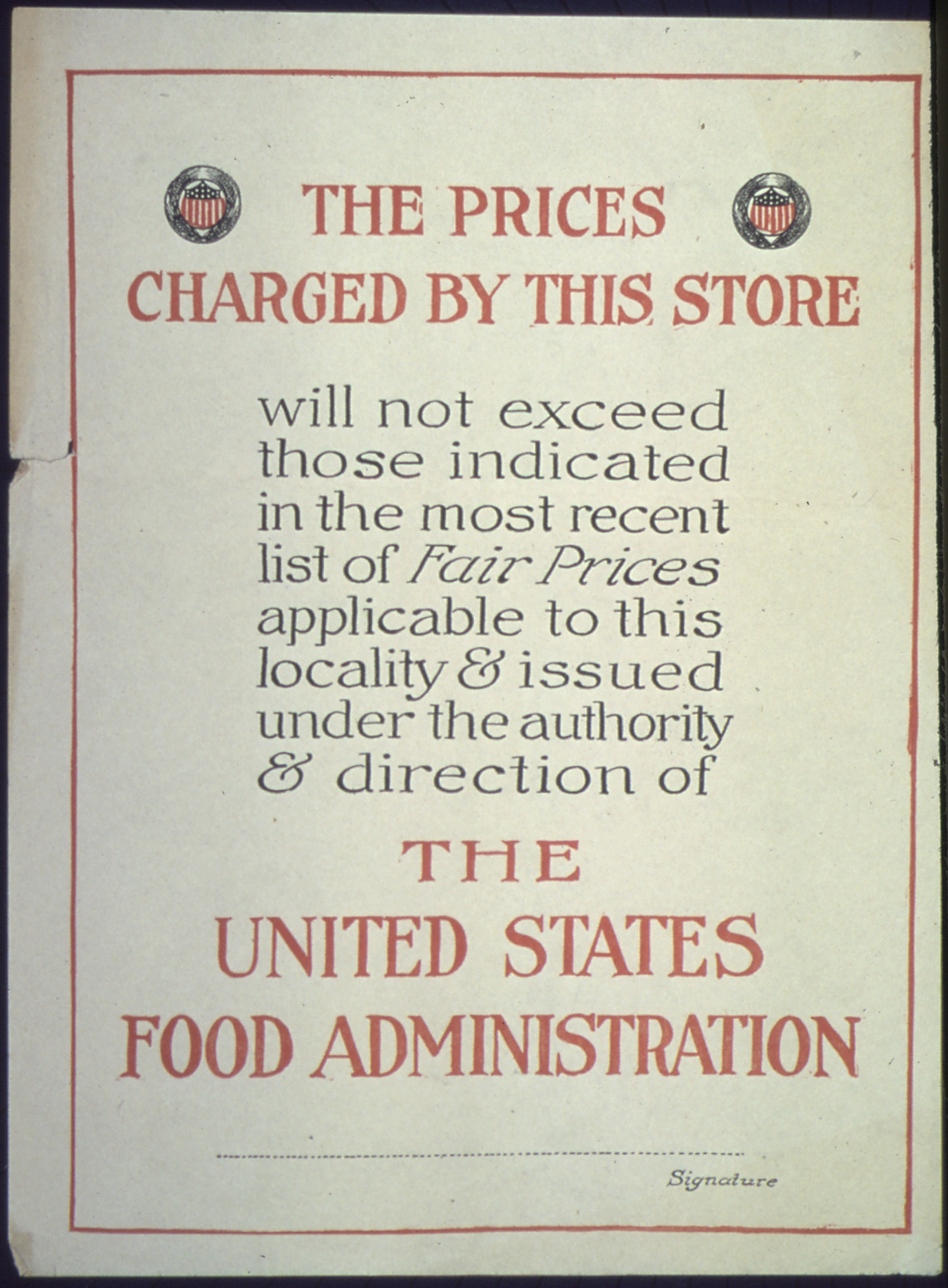
Affiche de la ' datant de la Seconde Guerre mondiale.

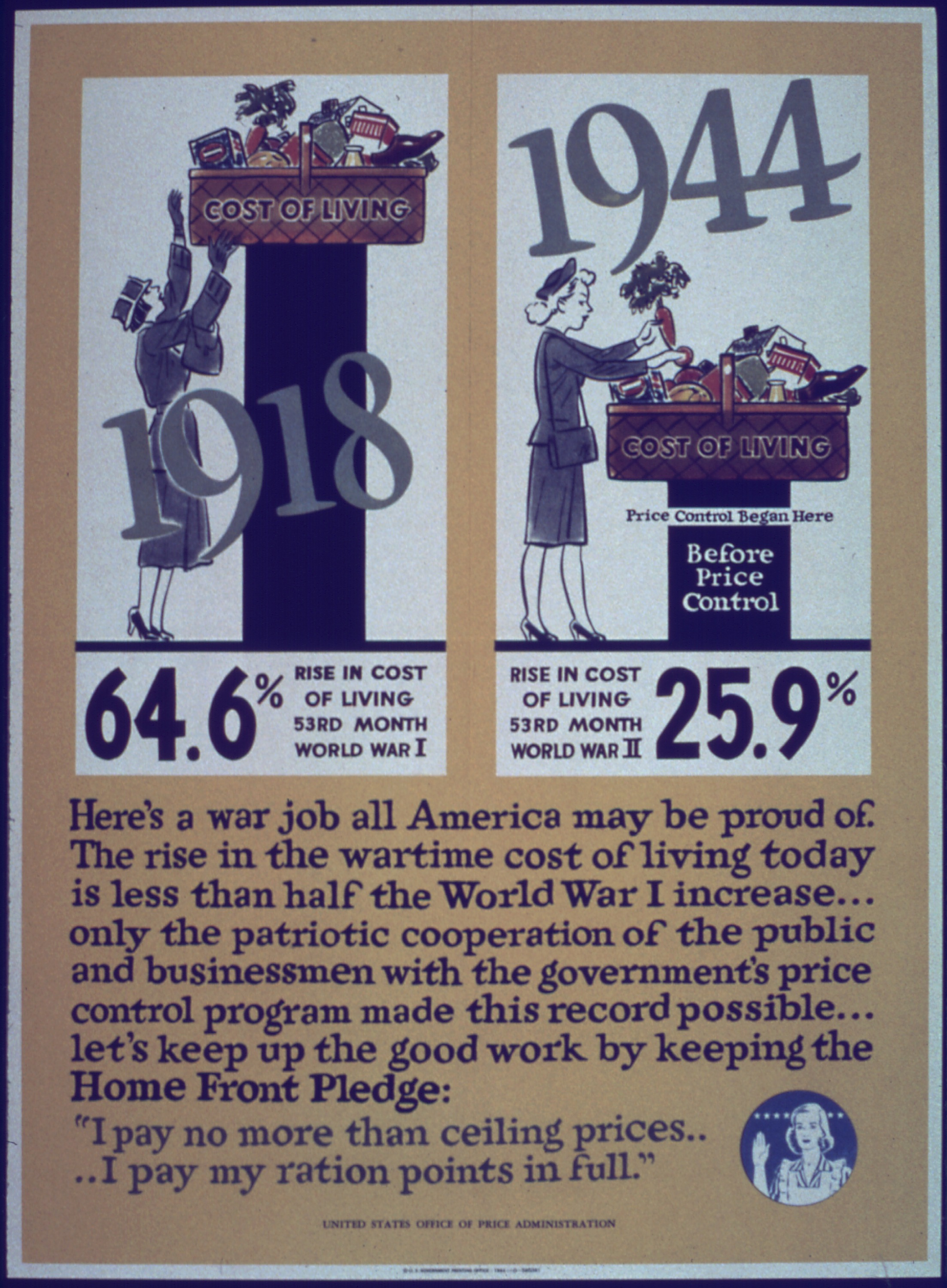
Affiche sur le contrôle des prix aux États-Unis datant de la Seconde Guerre mondiale.

Des prix maximums peuvent être établis pour les produits essentiels, et dont la production peut se montrer variable. Ainsi, dans l'Espagne des XVe et XVIe siècles, après la révolution des prix, une réglementation permanente sur le prix maximum du blé (nommée tasa del trigo) fut établie. Ces limitations furent discutées par les juristes et théologiens de l'époque, qui les approuvaient ou les réprouvaient.
Cette mesure destinée à limiter l’augmentation des prix des produits de bases est prise par les autorités en cas de pénurie dans les périodes de crises, notamment pendant la Révolution française (loi du maximum général, qui a existé entre 1793 et 1794.) et les guerres mondiales. La fixation administrative des prix dans une économie planifiée est également une forme de taxation.
Les denrées taxées sont souvent rationnées. Dans certains cas, le rationnement n'est pas lié à la fixation des prix. Ainsi, en France, au cours de la Première Guerre mondiale, les cartes de rationnement n'apparaissent qu'en 1918 après la fixation de prix maximum des céréales et des combustibles dès 1916. Le prix imposé inférieur à celui du marché, parfois en dessous du prix de revient, est souvent peu respecté ou ne l'est que par la coercition. Les commerçants ne mettent en vente qu’une faible quantité de produits taxés et contournent la réglementation par le marché noir sur lequel les biens sont vendus illégalement à des prix supérieurs. Ainsi la taxation instituée en France en 1916 est inefficace et seul le marché parallèle est florissant.
Lors de la Première Guerre mondiale, la United States Food Administration (en) a renforcé le contrôle des prix de la nourriture,,,. Des contrôles de prix ont également été faits par les États-Unis et l'Allemagne nazi lors de la Seconde Guerre mondiale,.
En Union soviétique, les biens de consommations les plus prisés vendus aux prix officiels dans les magasins d'Etat sont introuvables. Ces biens ne sont disponibles à des prix supérieurs que sur des marchés parallèles tolérés (marchés kolkhosiens) ou illégaux. Ces biens peuvent également être obtenus par relations personnelles dans une économie de faveur "le blat".
Aux États-Unis, certains États ont déjà établi des politiques de contrôle des prix. Ainsi, la Californie a établi une telle mesure sur les prix de l'électricité. L'État d'Hawaï a brièvement introduit un plafond sur le prix de l'essence afin de lutter contre le « prix abusif » de cette denrée dans l'État en 2005.
Le Canada a adopté une loi anti-inflation en 1975 pour ralentir la forte inflation causée par le premier choc pétrolier.

## Loi du marché ou contrôle des prix
Les économistes libéraux critiquent et dénoncent les mesures prises en vue de contrôler les prix parce qu'elles n’atteindraient pas les objectifs prévus et seraient donc contre-productives. Il est cependant rare que le mécanisme de fixation des prix fonctionne de manière totalement libre et les pratiques de contrôle ont toujours existé même dans les pays les plus libéraux. Avec le développement des échanges internationaux, le tassement de la croissance, les problèmes de santé publique et de prise de conscience écologique, la tendance au contrôle des prix par les gouvernements serait en augmentation. Toutefois, les mesures prises tentent de mieux prendre en compte les mécanismes de l'offre et de la demande (exemple : quota de production pour le lait en Europe).

## Types de contrôles et objectifs

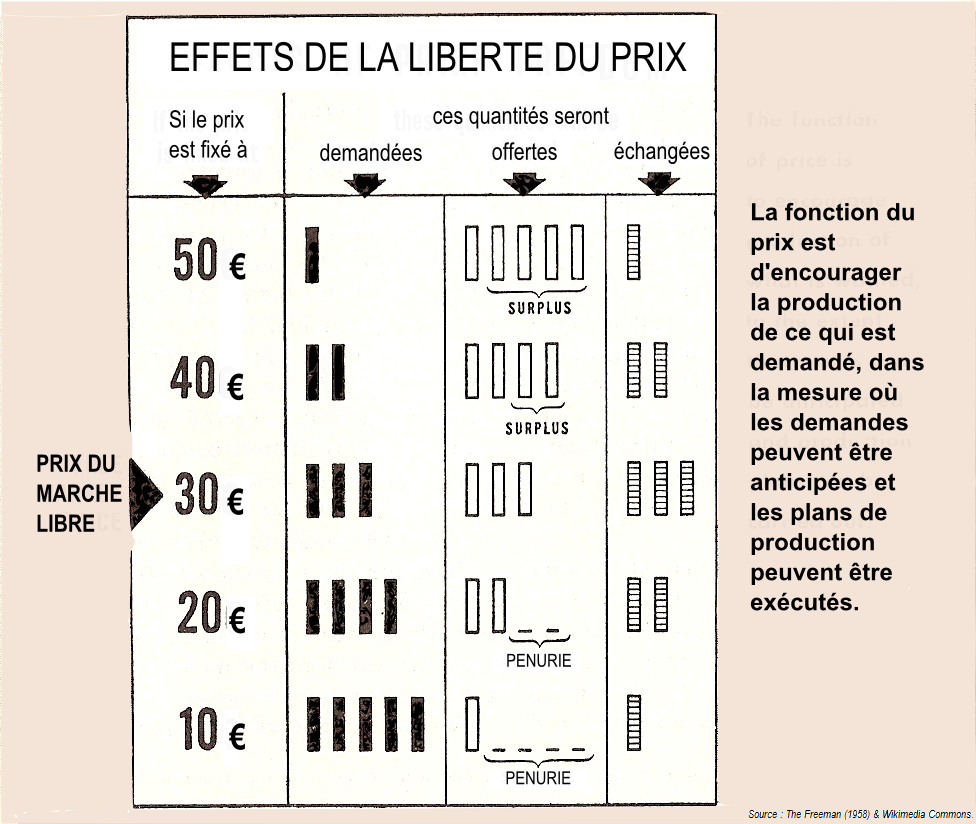
Graphique en faveur d'un système de prix libres, The Freeman, 1958, traduit en français et en euros (la VO étant en anglais et en cents).

Équilibre entre offre et demande, en concurrence, et situation lorsque l'État impose un prix plafond.

Un contrôle des prix par les pouvoirs publics et les mesures législatives qui l'accompagnent peuvent s'exercer de diverses manières :

### Prix maximum (plafond) ou taux maximum d'augmentation annuelle
Les pouvoirs publics cherchent à favoriser les acheteurs. Lorsque le prix maximum est inférieur au prix d'équilibre entre l'offre et la demande, le volume de l'offre est inférieur à celui de la demande et une partie de celle-ci ne sera pas satisfaite (voir le schéma).
Une telle mesure s'applique en général aux biens considérés comme de première nécessité, notamment la nourriture et le logement (encadrement de l'évolution des prix, limitation de la hausse des loyers) ; l'objectif est de permettre aux consommateurs d'accéder au bien, en sachant paradoxalement qu’une partie de la demande restera insatisfaite. Il s'agit parfois de protéger les acheteurs (exemple : limitation du taux d'usure).

### Prix minimum (plancher)
Les pouvoirs publics cherchent à favoriser les vendeurs. L'objectif de ces politiques est généralement de leur assurer un revenu ; plus rarement, il peut aussi s'agir de limiter ou rationner la consommation. Lorsque le prix minimum est supérieur au prix d'équilibre entre l'offre et la demande, le volume de la demande est inférieur à celui de l'offre et une partie de celle-ci ne trouvera pas preneur (voir le schéma).
Le salaire minimum (SMIC) fixant un prix minimum du travail, en sachant paradoxalement qu'une partie de l'offre ne trouvera pas preneur : pour le prix Nobel d'économie Gary Becker : « augmenter le salaire minimum, c'est augmenter le chômage ».
Les législations anti-dumping (qui interdisent de vendre à prix inférieurs aux coûts de production), les actions d'achat public de denrées dont le prix diminue (exemple : la politique agricole commune).
Il peut aussi s'agir de protéger les producteurs actuels contre la concurrence de nouveaux venus (exemple l'interdiction de la vente à perte), ou de protéger les clients des vendeurs contre le risque de faillite des vendeurs (exemple : les tarifs de certains contrats d'assurance).

### Prix imposé ou prix uniformisé
L'obligation pour tous les vendeurs d'appliquer le même prix.
Par exemple :
- les prix des consultations médicales ou celui du blé dans la France d'après-guerre[14] ;
- le prix unique des livres en France dont le principal objectif est la préservation de la librairie de détail spécialisée ; en général, ce sont les éditeurs qui sont chargés de fixer le prix de vente final.

### Mesures fiscales (taxes ou subventions)
Visant à réduire la consommation (taxes sur l'alcool, le tabac), taxes douanières et subvention à l'exportation.

### Surveillance des prix
En particulier en Suisse pour lutter contre les prix abusifs, les cartels et les ententes illicites.

## Effets des contraintes sur les acteurs
Par rapport à un marché où l'offre et la demande sont en équilibre, on peut distinguer deux grandes situations :
1. Le prix d'équilibre respecte spontanément les bornes fixées par le contrôle (c'est-à-dire qu’il reste inférieur au prix plafond et supérieur au prix plancher).
2. Le contrôle exerce une contrainte active sur le prix.

Dans le premier cas, les effets ne sont pas tout à fait nuls, mais ils ne sont qu'indirects, à travers les anticipations des acteurs économiques sur la probabilité de passer dans le second type de situation.
Dans le second cas, les effets sont multiples :
- frais supplémentaires pour le gouvernement (pour imposer sa règle) et pour les agents économiques (pour éluder cette règle, ce qui peut se faire légalement, en profitant de failles juridiques, ou illégalement) ;
- destruction directe de valeur ajoutée (surplus), par la réduction des quantités échangées (les pertes de surplus, en jaune dans le schéma ci-dessus) ;
- effet redistributif par transfert de la valeur ajoutée (rectangle rouge dans le schéma ci-dessus) entre les producteurs et les consommateurs qui restent sur le marché ; cette redistribution divise les acteurs en trois groupes :
  - ceux qui gagnent sur la différence de prix (dans l'exemple : les consommateurs qui restent servis) ;
  - ceux qui perdent sur la différence de prix (dans l'exemple : les producteurs capables de vendre, mais bénéficiant d’un surplus inférieur) ;
  - ceux qui perdent par éviction du marché à cause de la contrainte (producteurs et consommateurs qui vont se tourner vers des produits alternatifs ou le marché noir) ;
- apparition d'un marché noir ; émergence de modes alternatifs de la répartition du bien : file d'attente, carte de rationnement, règlementation complexe des priorités en fonction de critères plus ou moins objectifs et traduits en dossiers administratifs à remplir, etc. accompagnés de leur cortège de défauts (fraude, discrimination, « pistonnage », bureaucratie…) ;
- incitation à produire un excès de règlementation (répression du marché noir, extension du prix contrôlé à des marchés voisins[15], obligation de produire ou de consommer…) accroissant les problèmes ci-dessus.

## Dans les démocraties
L’exécutif peut être tenté d’introduire un contrôle des prix qui favorise de nombreux électeurs au détriment d’un petit nombre d’acteurs moins représentatifs dans les urnes.
- Les bénéficiaires approuveront les avantages qui sont souvent visibles et parfois importants. Ils percevront cette mesure comme une justice sociale, sans évaluer la destruction de valeur qu’elle induit en comparaison d’un marché libre. Ainsi, un locataire ne trouvant pas de logement alors qu’il a les moyens revendiquera un mécanisme d’attribution, mais pas une hausse du prix plafond en vigueur pour accroitre l'offre.
- Les acteurs pénalisés soutiendront les opposants politiques et lutteront par le biais de groupes d’intérêt ou lobbying, en anglais. Malgré des moyens financiers souvent supérieurs, leur poids politique direct reste limité.

Pour ces raisons, le jeu politique au sein d’une démocratie a tendance à favoriser le contrôle des prix, spécialement pour les denrées les plus sensibles et en période de crise.